# Tulln (Herrschaft)
Die Herrschaft Tulln war eine Grundherrschaft im Viertel ober dem Wienerwald im Erzherzogtum Österreich unter der Enns, dem heutigen Niederösterreich.

## Ausdehnung
Die Herrschaft umfasste zuletzt die Ortsobrigkeit über Kronau und Kleinschönbüchl. Der Sitz der Verwaltung befand sich in Tulln.

## Geschichte
Letzter Inhaber der Allodialherrschaft war Franz Seraphim Graf von Colloredo–Wallsee (1799–1859), bis dieser in Folge der Reformen 1848/1849 die Herrschaft auflöste.